# 櫻桃東根車站
櫻桃東根車站（日语：／ Sakuranbo-higashine eki */?）是位於日本山形縣東根市櫻桃站前，由東日本旅客鐵道（JR東日本）所經營的鐵路車站。本站根據官方劃分是JR東日本奧羽本線的沿線車站，但由於山形新幹線以奧羽本線的部分路段進行路線升級，同時與本線共用此路段路軌並停靠本站，因此在運務上可被視為是上述二條鐵路的轉車站。
本站位於東根市的市中心，而隔鄰的東根車站反而不在市中心地帶。1901年奧羽本線山形車站至楯岡車站（今日的村山車站）間路段通車時，當時離尚未設市的東根地區最為接近的車站，是因為軍事考量（鄰近大日本帝國陸軍神町基地）而設置的神町車站。1910年發現東根溫泉，又為了觀光考量，而把東根車站設在比較靠近溫泉而非市中心的位置。直到1999年山形新幹線新庄延伸線通車前，才根據當地的需求於市中心地區設置本站，這也是為何使用副站名的本站會取代東根車站成為東根市主車站的源由。站名源自於所在地東根市與該市的市樹兼當地名產櫻桃。

## 歷史
與其他山形新幹線沿線的停車站不同，本站是配合山形新幹線的通車而在1999年時新設的車站。大部分山形新幹線沿線的車站都是沿用奧羽本線上原本的車站，且多為配合新幹線的通車而修築新的站房。而配合櫻桃東根車站的設置，原本在本站北方約900公尺，位於奧羽本線上的蟹澤車站因站距過近而予以撤除。

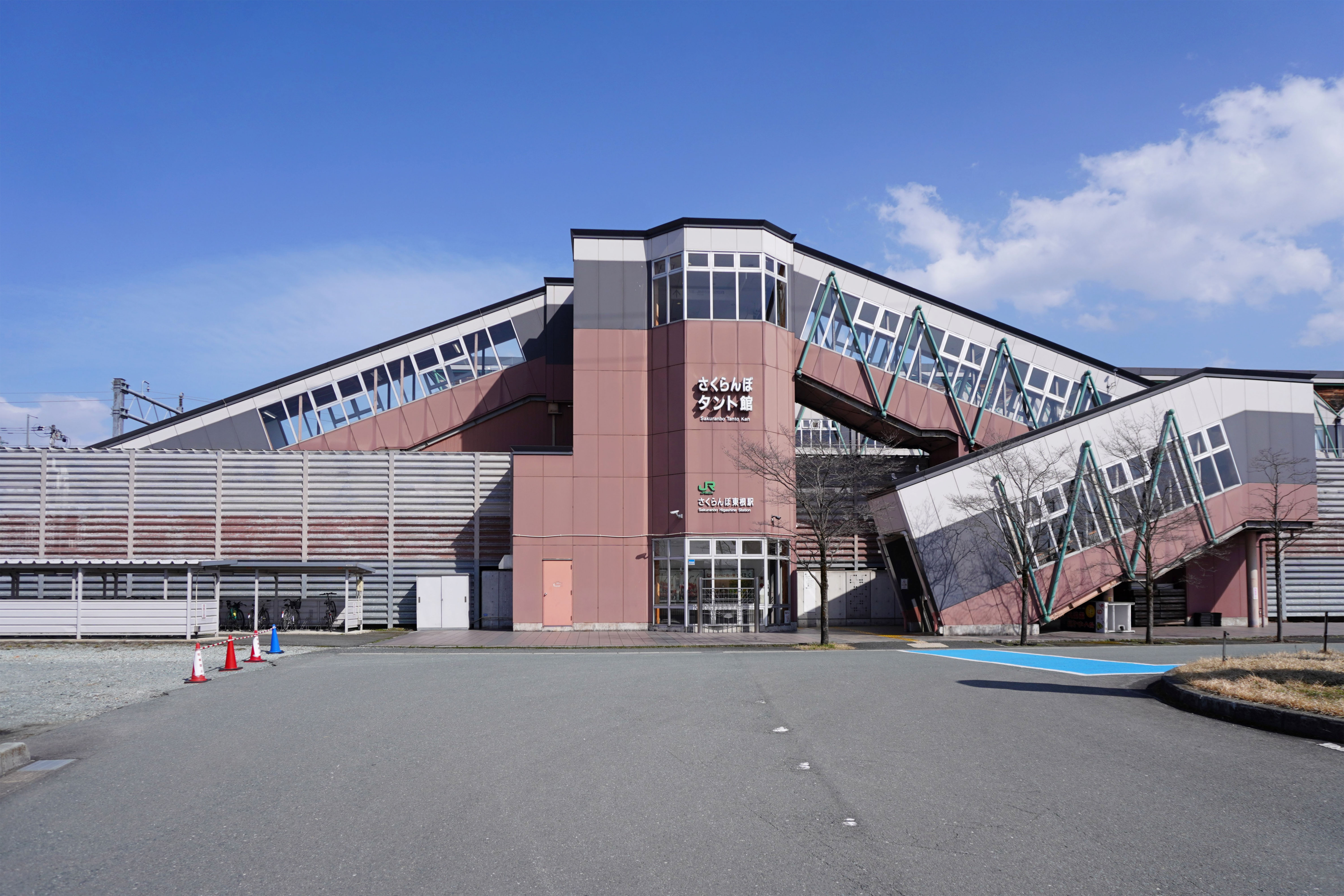
西口（2024年3月）

## 車站結構
本站為對向式月台2面2線的地面車站。

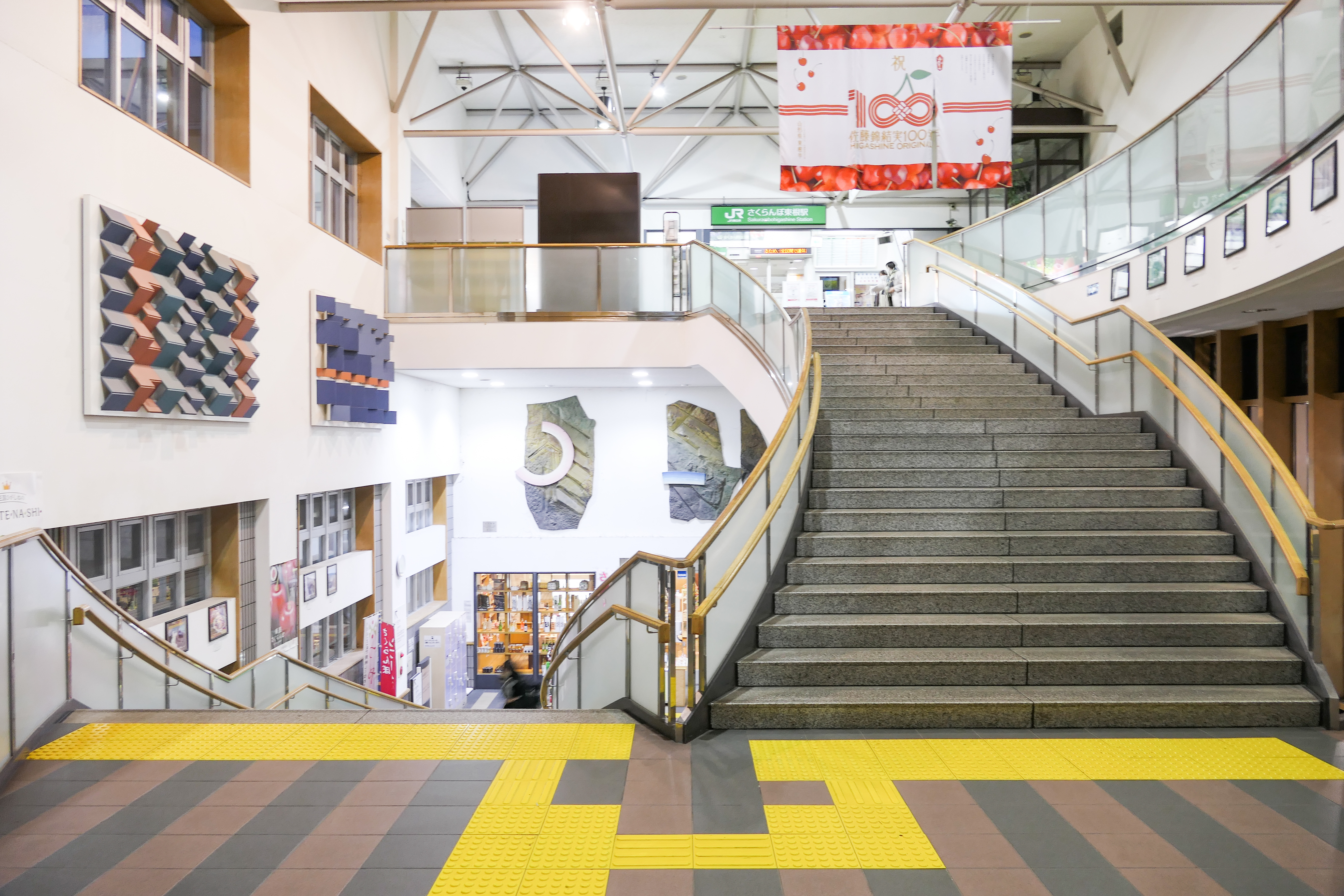
車站內部（2023年11月）
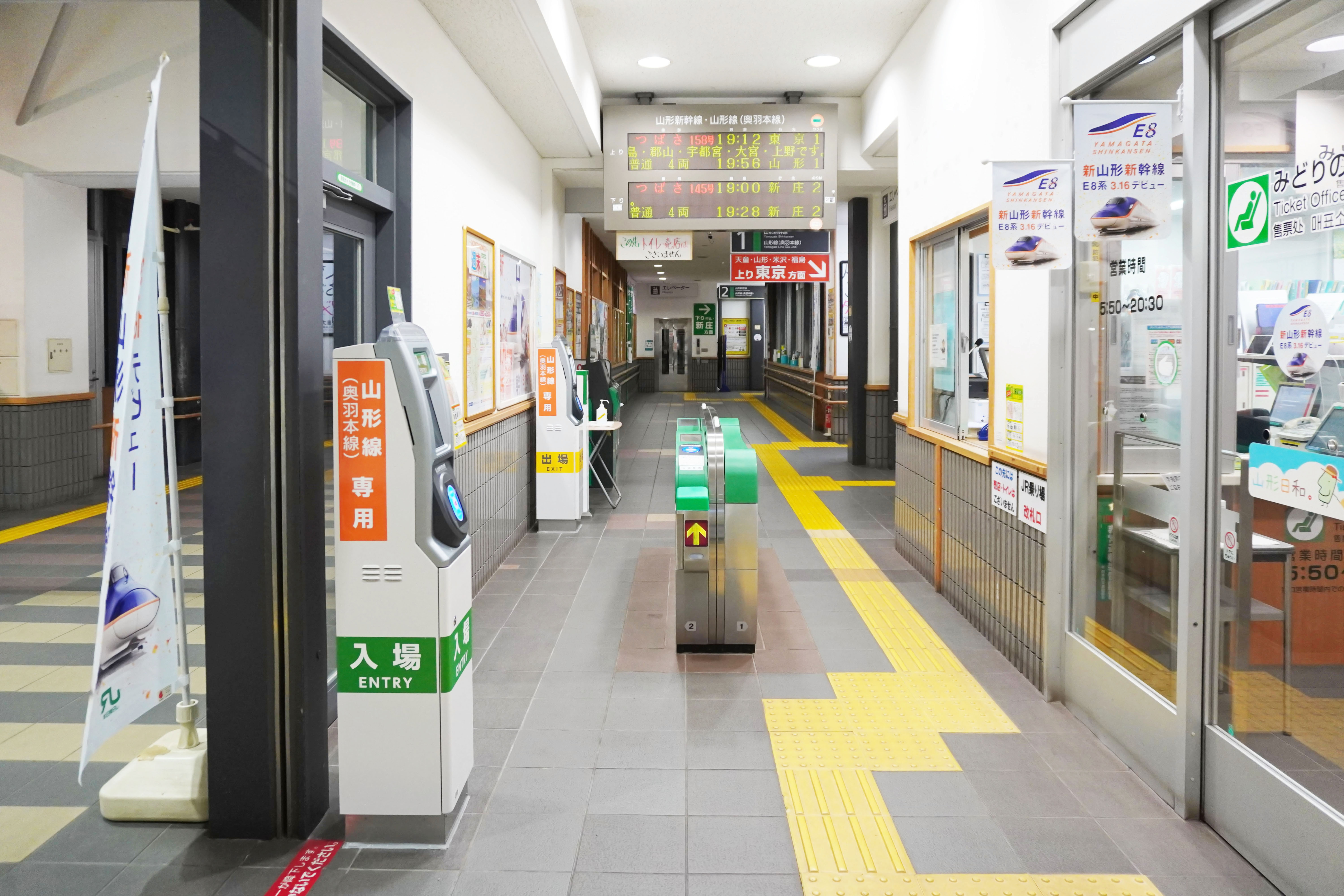
驗票口（2024年3月）
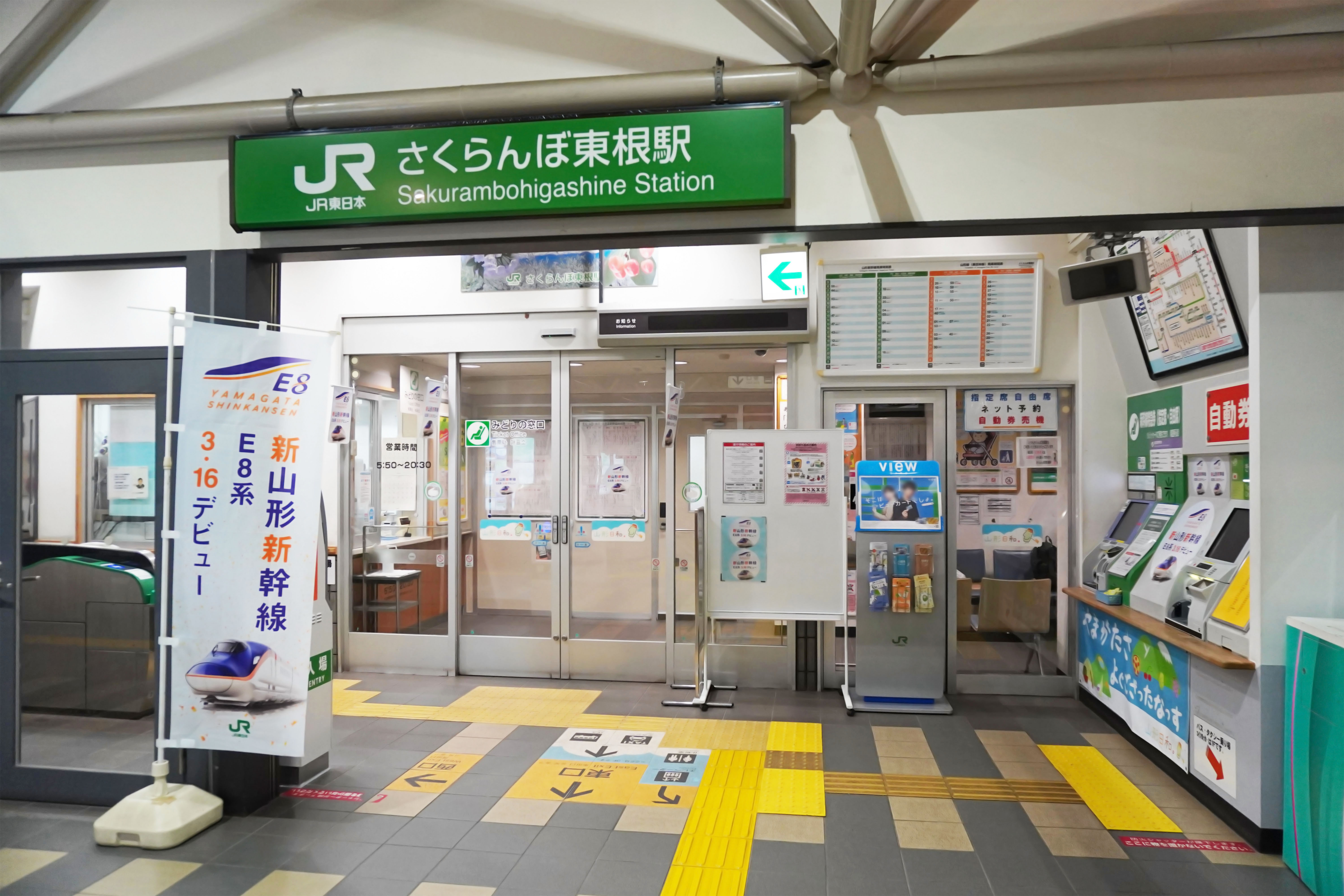
售票櫃台與自動售票機（2024年3月）
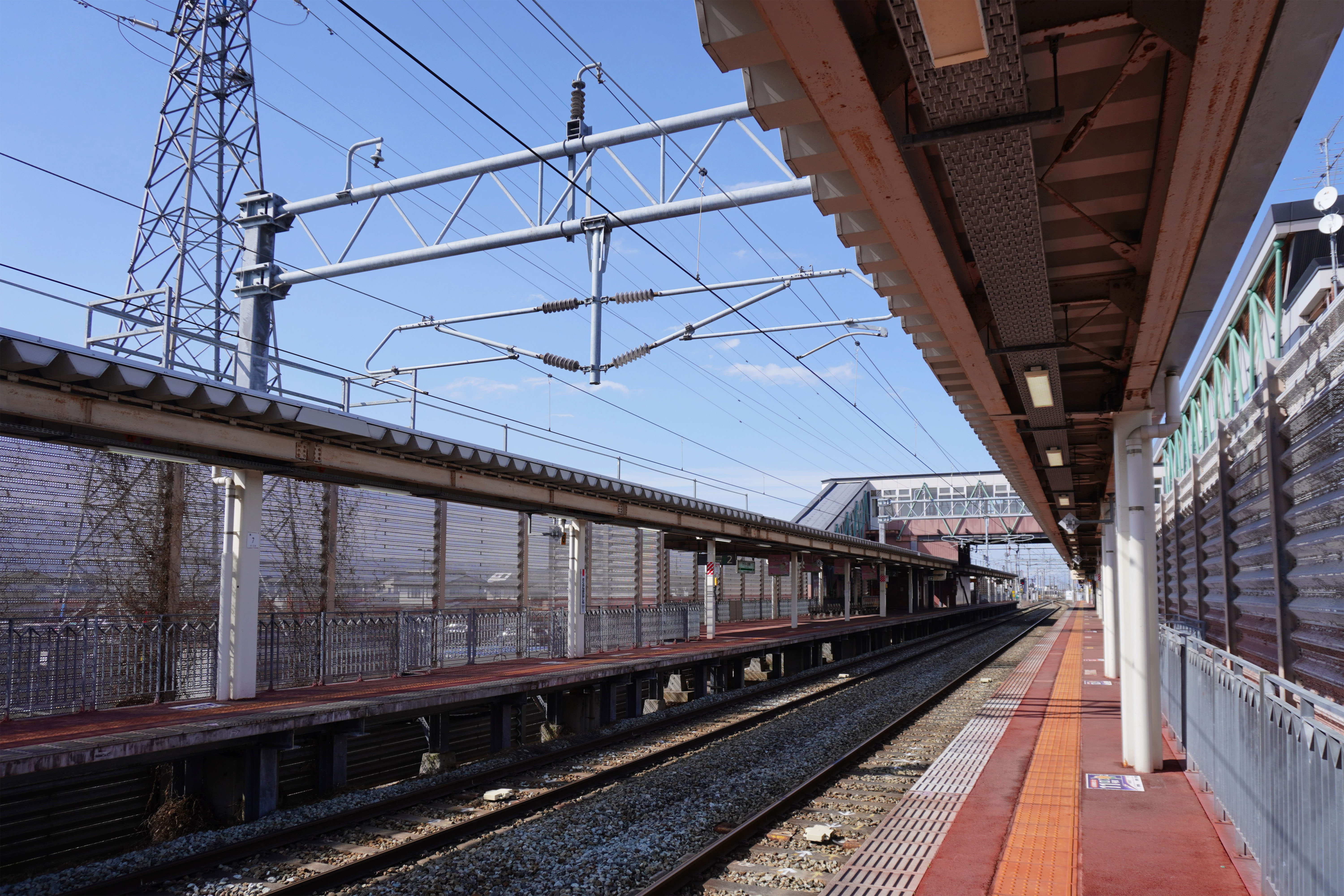
月台（2024年3月）

### 月台
| 月台 | 路線        | 方向 | 目的地                             |
| ---- | ----------- | ---- | ---------------------------------- |
| 1    | ■山形新幹線 | 上行 | 山形、福島、宇都宮、大宮、東京方向 |
| 1    | ■山形線     | 上行 | 天童、山形方向                     |
| 2    | ■山形新幹線 | 下行 | 村山、新方向                       |
| 2    | ■山形線     | 下行 | 村山、新方向                       |

## 相鄰車站
東日本旅客鐵道
■山形新幹線
天童－櫻桃東根－村山
■山形線（奧羽本線）
神町－櫻桃東根－東根

## 外部連結
- （日語）櫻桃東根車站（JR東日本） （页面存档备份，存于）

38°25′42″N 140°22′52″E / 38.42833°N 140.38111°E